# Shigehiko Hasumi
Shigehiko Hasumi (japanisch 蓮実 重彦, Hasumi Shigehiko; * 29. April 1936 in Tokio) ist ein japanischer Literaturwissenschaftler, Kultur- und Filmkritiker.

## Leben
Shigehiko Hasumi schloss ein Studium an der Universität Tokio ab. Er studierte von 1962 bis 1965 in Frankreich und schloss den Aufenthalt mit einer Promotion an der Universität Paris an. 1966 wurde er Assistent an der Philosophischen Fakultät seiner Alma Mater. Sein Werk „Han Nihongo ron“ (反=日本語論) – „Gegen eine Theorie der japanischen Sprache“ gewann 1977 den Yomiuri-Literaturpreis. In seinem Buch „Natsume Sōseki ron“ – „Über Natsume Sōseki“ 1978 betonte er, dass der Leser die „Oberfläche“ eines Buches lesen sollte, einfach den Text, anstatt nach „tieferen Bedeutungen“ im gesamten Werk zu suchen, oder nach Psychologie, nach Lebensgeschichte. Diese Theorie, systematisiert, legte er in seinem Buch „Hyōsō hihyō sengen“ (表層批評宣言) – „Manifest zur Oberflächenkritik“ (1979) dar.
Mit der Übersetzung von Schriften Gilles Deleuzes, Jacques Derridas und Roland Barthes’ trug Hasumi zur Verbreitung des französischen Poststrukturalismus in Japan bei und wurde als Vertreter der Postmoderne bekannt. Daneben trat der Präsident der Universität Tokio auch als einflussreicher Filmkritiker hervor.
Hasumi lud den schweizerischen Filmregisseur Daniel Schmid nach Japan ein, daraus entwickelte sich eine Freundschaft.

## Schriften (Auswahl)
- Hihyō, arui wa kashi no shukasai, Tokio 1974
- Fūkō, Doruuzu, Derida, Tokio 1978
- Fūkō soshite / ariuwa Doruuzu, Tokio 1984
- Monogatari hihan josetsu
- Natsume Sōseki ron